# Белорусская ассоциация пролетарских писателей

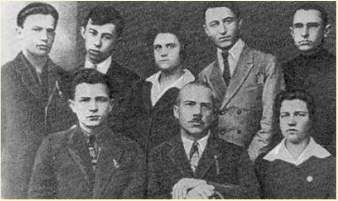
Члены студии БелАПП. Слева направо: стоят — А. Кулешов, Ю. Таубин, А. Яковлева, Зм. Астапенко, Я. Синяков; сидят: П. Скоков, В. Гобец, Г. Сапрыка

Белорусская ассоциация пролетарских писателей (БелАПП; бел. Беларуская асацыяцыя пралетарскіх пісьменьнікаў)

## История создания
Создана в ноябре 1928 в результате реорганизации литературного объединения «Маладняк». Всебелорусский съезд «Маладняка» (25—28 ноября 1928) объявил себя 1-м съездом БелАПП, устав принят 10 марта 1929. Руководящий орган — правление и его секретариат. Печатный орган — журнал «Маладняк» (с № 12, 1928).

## Члены Ассоциации
Члены Ассоциации: А. Александрович, 3. Астапенко, А. Астрейко, С. Барановых, И. Барашка, П. Бровка, Ф. Вайшнорас, П. Головач, И. Гурский, А. Звонак, А. Кулешов, М. Лыньков, Б. Микулич, Р. Мурашка, А. Сологуб, Я. Скрыган, Ю. Таубин, П. Трус, В. Тавлай, М. Хведорович, Ф. Шинклер и др.

## Структура Ассоциации
Ассоциация имела русскую, польскую, литовскую и еврейскую секции. Существовали Минский, Гомельский, Витебский, Могилёвский, Полоцкий филиалы, издававшие свои сборники, альманахи, отдельные произведения.
22 октября 1930 года филиалы ликвидированы, созданы литературные кружки, студии при крупных предприятиях и колхозах; Минский филиал 29 апреля 1931 года преобразован в МинАПП. Работала белорусская секция в Москве при РАППе.

## Деятельность Ассоциации
В деятельности БелАПП выделяются два этапа: 1928—1930 и 1930—1932. До 1930-х гг. БелАПП проводила значительную работу по созданию пролетарской литературы, укреплению её «идейных позиций в борьбе с порочными влияниями», содействовала объединению литературных сил, установлению связей с литературами народов СССР.
Одновременно пропагандировала особый диалектико-материалистический метод в литературе, утверждала «теорию живого человека», увлекалась администрированием. С начала 1930-х гг. стала проводником идей РАПП с её ошибочными теориями и методами руководства, допускала проявления групповщины, пренебрежительное отношение к другим организациям, претендовала на руководящее место в белорусской литературе. Заметный вред принесла вульгарно-социологическая критика (Л. Бенде, А. Кучар, С. Василёнок и др.). Прекратила деятельность в соответствии с постановлением ЦК КП(б)Б «О перестройке литературно-художественных организаций БССР» (27 мая 1932).